# Martin Lachkovics
Martin Lachkovics (* 25. Jänner 1975 in Wien) ist ein österreichischer Leichtathlet und Bobsportler.
In seiner bisherigen Karriere konnte er 44 Staatsmeistertitel gewinnen und war 1996 und 2000 Olympiateilnehmer. 1999 wurde er Militär-Vizeweltmeister im 100-Meter-Lauf. Seit 2006 ist Lachkovics Mitglied des österreichischen Bobverbandes und Anschieber im Team von Wolfgang Stampfer. Der Dipl.-Ing. der Medizinischen Informatik und Mag. (Informatikmanagement) hat mit der Teilnahme an den Olympischen Spielen 2010 in Vancouver ein weiteres Ziel seiner sportlichen Laufbahn erreicht. Seine größten Erfolge im Bobsport waren die beiden vierten Plätze im Zweier- und Viererbob bei der Europameisterschaft 2010, drei dritte Plätze bei Weltcuprennen während der Saisonen 2006 bis 2010, sowie der sechste Rang im Zweierbob bei der Weltmeisterschaft 2007.

## Persönliche Bestleistungen
- 60 m: 6,65 s
- 100 m: 10,26 s
- 200 m: 20,48 s